# Albert Apponyi

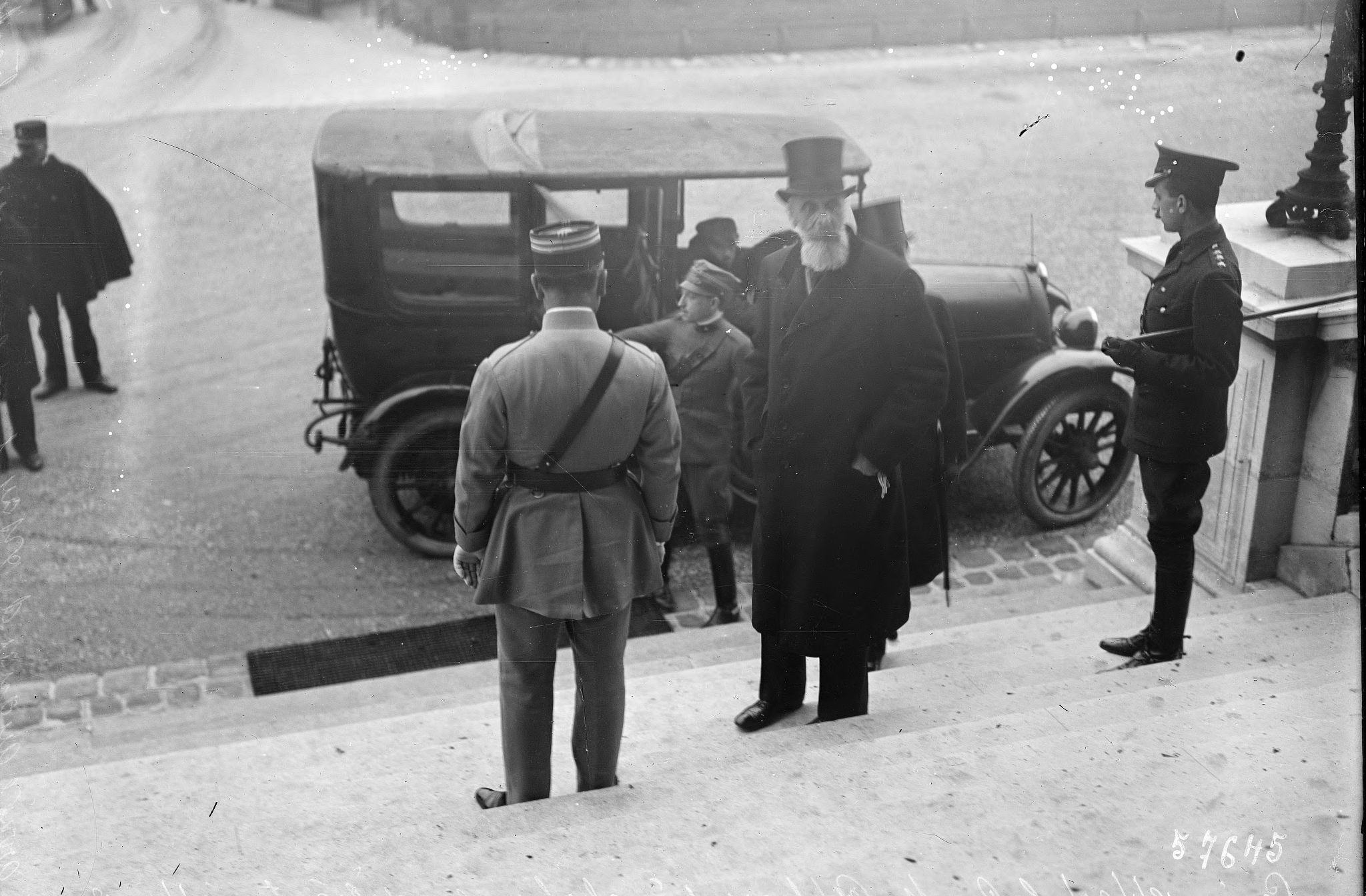
Albert Apponyi w trakcie negocjacji traktatu z Trianon

Albert György Gyula Mária Apponyi (ur. 29 maja 1846 w Wiedniu, zm. 7 lutego 1933 w Genewie) – hrabia, węgierski polityk i mąż stanu. Syn Györgya.

## Życiorys
Od 1872 poseł, wybił się wkrótce jako pierwszorzędny mówca. Początkowo konserwatysta, przeszedł później do stronnictwa narodowego, zaś od 1904 należał do partii niezawisłości. W latach 1901–1904 był przewodniczącym Izby Poselskiej, a w latach 1906–1910 pełnił funkcję ministra oświecenia. Wprowadził bezpłatne nauczanie powszechne, narzucał w nich jednak bezwzględną madziaryzację mniejszości narodowych. Z jego inicjatywy 2 czerwca 1907 sejm węgierski uchwalił tzw. Lex Apponyi, w myśl którego język węgierski stał się wykładowym we wszystkich szkołach powszechnych. Fakt ten wywołał niezadowolenie zamieszkujących ówczesne Węgry mniejszości rumuńskiej, serbskiej, słowackiej i rusińskiej.
Wobec gabinetu Tiszy prowadził bezwzględną działalność opozycyjną, po jego ustąpieniu w 1917 piastował znów przez krótki czas tekę oświecenia (do 1918).
Albert Apponyi należy do najbardziej znanych w Europie i Ameryce węgierskich mężów stanu. Przed wojną występował na licznych kongresach i wygłaszał odczyty o Węgrzech, zwłaszcza w krajach anglosaskich. Z tego powodu rząd węgierski postawił go na czele delegacji, która w 1920 zawrzeć miała pokój z koalicją (Trianon). Apponyi wygłosił przed Radą Najwyższą wspaniałą mowę w językach francuskim, angielskim i włoskim, w której przedstawił niemożność przyjęcia przez Węgry postawionych im twardych warunków. Mimo silnego wrażenia nie udało mu się złagodzić postanowień traktatu, dlatego ustąpił z przewodnictwa delegacji przed jego podpisaniem.

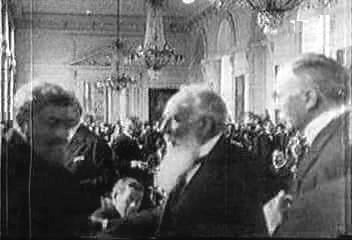
Delegacja węgierska przed podpisaniem traktatu. Albert Apponyi pośrodku

Od 1924 był stałym reprezentantem Węgier w Lidze Narodów. W polityce wewnętrznej zwalczał kierunek reakcyjny. W uznaniu jego zasług dla ojczyzny parlament wyznaczył mu dożywotnią pensję premiera. W 1922 ukazał się I tom jego pamiętników.